# یک دختر تنها (فیلم ۱۹۹۵)
یک دختر تنها (فرانسوی: La Fille seule‎) یک فیلم در ژانر درام به کارگردانی بنوآ ژکو است که در سال ۱۹۹۵ منتشر شد. از بازیگران آن می‌توان به ویرژینی لدواین و بونوآ ماژیمل اشاره کرد.